# 1980 no desporto

## Eventos
- 19 de julho - Abertura dos XXII Jogos Olímpicos em Moscou e com a invasão soviética sobre o Afeganistão, 65 países boicotaram a competição (incluindo os Estados Unidos), e outros países que participaram sob protesto usaram a bandeira do COI em vez das suas.[1] O mascote da olimpíada foi o urso Misha. Ele aparecia em movimentos produzidos por um enorme mosaico de coreógrafos carregando placas coloridas nas arquibancadas, que eram levantadas e abaixadas segundo um movimento perfeitamente sincronizado pelas pessoas do estádio. No final da abertura dos jogos olímpicos, assim que todas as delegações deixaram o estádio olímpico, os mosaicos humanos formaram o urso Misha com um ramo de flores nos braços e uma mensagem para todos: "Boa Sorte".[2]
- 3 de agosto - Um momento marcante ocorreu durante a cerimônia de encerramento, quando uma coreografia feita no painel humano pelo estádio simulando a queda de uma lágrima do olho do ursinho, fazendo Misha chorar.[3][4]

### Atletismo
- 31 de dezembro - José João da Silva (Brasil) na categoria masculina e Heidi Hutterer (Alemanha) na categoria feminina vencem a Corrida de São Silvestre.

### Automobilismo
- 13 de janeiro - Alan Jones vence o GP da Argentina, Nelson Piquet termina em 2º e Keke Rosberg em 3º lugar (o primeiro pódio para ambos e os primeiros pontos de Rosberg), o francês Alain Prost marca o primeiro ponto na carreira com o 6º lugar na sua prova de estreia e o sul-africano Jody Scheckter faz a centésima corrida na categoria.[5]
- 27 de janeiro - René Arnoux vence o GP do Brasil, em Interlagos. É a primeira vitória do piloto francês na Fórmula 1.[6]
- 9 de março - O alemão Walter Röhrl vence a 14ª edição do Rali de Portugal Vinho do Porto.
- 30 de março - Nelson Piquet vence o GP do Oeste dos Estados Unidos, Long Beach, e Emerson Fittipaldi chega em 3º lugar. É a primeira vitória de Piquet na carreira e o 35º e último pódio de Emerson na categoria.[7]
- 4 de maio - Didier Pironi vence o GP da Bélgica, em Zolder, a sua primeira vitória na carreira.[8]
- 18 de maio - Carlos Reutemann vence o GP de Mônaco, a sua décima vitória na carreira, Nelson Piquet termina em 3º lugar e Emerson Fittipaldi fecha em 6º marcando o último ponto na carreira. Com os quatro pontos marcados por Piquet na prova, o piloto da Brabham alcança pela primeira vez a liderança do campeonato de Fórmula 1.[9]
- 15 de julho - O sul-africano Jody Scheckter anuncia em Milão, na Itália, a aposentadoria da Fórmula 1 no final desta temporada (1980).[10]
- 14 de setembro - Com o 2º lugar de Alan Jones e 3º de Carlos Reutemann no GP da Itália, em Ímola, a Williams é campeã mundial de construtores pela primeira vez com duas provas de antecedência.[11]
- 21 de setembro - Ayrton Senna é vice-campeão mundial de kart novamente.[12]
- 27 de setembro - Nelson Piquet larga na pole do GP do Canadá, em Montreal, e tendo Alan Jones ao seu lado na primeira fila. 24 pilotos conseguiram vaga para a prova canadense, mas Jody Scheckter fechou na 26ª posição e não se qualificou pela primeira vez na carreira e pela primeira vez na Fórmula 1 que o atual campeão não se qualifica para a prova.[13][14][15][16]
- 28 de setembro - Alan Jones vence o GP do Canadá, em Montreal, tornando-se campeão mundial de Fórmula 1 com uma prova de antecedência. É o quarto título da Austrália na categoria.[17]
- 5 de outubro - No GP dos Estados Unidos, em Watkins Glen, Jody Scheckter e Emerson Fittipaldi realizaram a última corrida na carreira.[18]
- 7 de dezembro - Ayrton Senna é campeão sul-americano de kart pela segunda vez.[19]

### Ciclismo
- 20 de julho - Joop Zoetemelk (Países Baixos) vence a 67ª edição da Volta à França em bicicleta.[20]

### Futebol
- 2 de março - O Olimpia vence o Malmö (Suécia) por 2 a 1 no Estádio Defensores del Chaco, Assunção, e torna-se campeão mundial intercontinental de 1979. No jogo de ida, o clube paraguaio venceu-o por 1 a 0 em Malmoe, Suécia.[21][22]
- 10 de janeiro - O Brasil perde a final do Mundialito de futebol de 1980 para o Uruguai.
- 27 de abril - A Inter de Milão é campeã italiana com duas rodadas de antecedência.
- 28 de maio - O Nottingham Forest da Inglaterra vence o Hamburgo da Alemanha por 1 X 0 e é bicampeã na Liga dos Campeões da UEFA
- 1 de junho - O Flamengo vence o Atlético Mineiro por 3 a 2, no Maracanã, e torna-se campeão brasileiro pela primeira vez. No jogo de ida, o Rubro Negro perdeu por 1 a 0 no Mineirão, e ficou com a taça, porque teve melhor campanha nas semifinais (duas vitórias contra o Coritiba) do que o Galo Mineiro (vitória e empate contra o Internacional de Porto Alegre).[23]
- 7 de junho - O Benfica vence o Porto por 1 a 0 no Estádio Nacional do Jamor e torna-se campeã na Taça de Portugal.
- 6 de agosto - O Nacional do Uruguai vence o Internacional no estádio Centenário por 1 a 0 e é campeão da Taça Libertadores da América pela segunda vez.
- 29 de outubro - O Benfica vence o Sporting no Estádio da Luz por 2 a 1 e torna-se campeã da Supertaça Cândido de Oliveira.
- 19 de novembro - O São Paulo vence o Santos por 1 a 0 no Morumbi e é campeão paulista.
- 23 de novembro
  - O Vitória vence o Galícia por 1 a 0 na Fonte Nova e torna-se campeão baiano.
  - O Grêmio empata com o Internacional em 0 a 0 no Beira-Rio e é bicampeão gaúcho consecutivo.
- 30 de novembro
  - O Atlético Mineiro vence o Cruzeiro por 2 a 0 no Mineirão e é campeão mineiro pela terceira vez consecutiva.
  - O Fluminense vence o Vasco no Maracanã por 1 a 0 e é campeão carioca.
  - O Vila Nova é campeão goiano.

### Tênis
- Torneio de Roland Garros
- 7 de junho - A americana Chris Evert venceu a romena Virginia Ruzici por 6/0 e 6/3.[24]
- 8 de junho - O sueco Björn Borg vence o americano Vitas Gerulaitis por 6/4, 6/1 e 6/2.[25]
- Torneio de Wimbledon
- 4 de julho - A australiana Evonne Goolagong vence a americana Chris Evert por 6/1 e 7/6 (7/4).[26]
- 5 de julho - O sueco Björn Borg vence o americano John McEnroe por 1/6, 7/5, 6/3, 6/7 (18/16) e 8/6.[27]
- US Open
- 6 de setembro - A americana Chris Evert vence a tcheca Hana Mandlíková por 5/7, 6/1 e 6/1.[28]
- 7 de setembro - O americano John McEnroe vence o sueco Björn Borg por 7/6 (7/4), 6/1, 6/7 (5/7), 5/7 e 6/4.[29]
- Australian Open
- 30 de novembro - A tcheca Hana Mandlikova vence a australiana Wendy Turnbull por 6/0 e 7/5.[30]
- 4 de janeiro de 1981 - O americano Brian Teacher vence australiano Kim Warwick por 7/5, 7/6 (7/4) e 6/3.[31]

## Nascimentos
| Data            | Nome                        | Profissão            | Nacionalidade  | Observações | Ref    |
| --------------- | --------------------------- | -------------------- | -------------- | ----------- | ------ |
| 5 de janeiro    | Sebastian Deisler           | futebolista          | Alemanha       |             |        |
| 13 de janeiro   | María de Villota            | automobilista        | Espanha        | m. 2013     | [ 32 ] |
| 19 de janeiro   | Jenson Button               | automobilista        | Inglaterra     |             |        |
| 22 de janeiro   | Jonathan Woodgate           | futebolista          | Inglaterra     |             |        |
| 25 de janeiro   | Xavi                        | futebolista          | Espanha        |             |        |
| 25 de janeiro   | Paulo Assunção              | futebolista          | Brasil         |             |        |
| 27 de janeiro   | Marat Safin                 | tenista              | Rússia         |             |        |
| 27 de janeiro   | Jiří Welsch                 | basquetebolista      | Chéquia        |             |        |
| 31 de janeiro   | Joãozinho                   | futebolista          | Brasil         |             |        |
| 31 de janeiro   | Jurica Vranješ              | futebolista          | Croácia        |             |        |
| 2 de fevereiro  | Oleguer Presas              | futebolista          | Espanha        |             |        |
| 9 de fevereiro  | Angelos Charisteas          | futebolista          | Grécia         |             |        |
| 12 de fevereiro | Juan Carlos Ferrero         | tenista              | Espanha        |             |        |
| 12 de fevereiro | Tucho                       | futebolista          | Brasil         |             |        |
| 15 de fevereiro | Elena Sokolova              | patinadora artística | Rússia         |             |        |
| 18 de fevereiro | Aivar Anniste               | futebolista          | Estónia        |             |        |
| 19 de fevereiro | Ma Lin                      | mesa-tenista         | China          |             |        |
| 20 de fevereiro | Artur Boruc                 | futebolista          | Polónia        |             |        |
| 22 de fevereiro | Adriano Nascimento Felício  | futebolista          | Brasil         |             |        |
| 4 de março      | Omar Bravo                  | futebolista          | México         |             |        |
| 4 de março      | Scott Hamilton              | jogador de rugby     | Nova Zelândia  |             |        |
| 6 de março      | Emílson Sánchez Cribari     | futebolista          | Brasil         |             |        |
| 7 de março      | Fabiana de Oliveira (Fabí)  | jogadora de volei    | Brasil         |             |        |
| 8 de março      | Sébastien Frey              | futebolista          | França         |             |        |
| 10 de março     | William Chiroque            | futebolista          | Peru           |             |        |
| 18 de março     | Alexei Yagudin              | patinador            | Rússia         |             |        |
| 21 de março     | Ronaldinho Gaúcho           | futebolista          | Brasil         |             |        |
| 1 de abril      | Randy Orton                 | wrestler             | Estados Unidos |             |        |
| 4 de abril      | Björn Wirdheim              | automobilista        | Suécia         |             |        |
| 28 de abril     | Bradley Wiggins             | ciclista             | Bélgica        |             |        |
| 2 de maio       | Tim Borowski                | futebolista          | Alemanha       |             |        |
| 5 de maio       | Yossi Benayoun              | futebolista          | Israel         |             |        |
| 18 de maio      | Michaël Llodra              | tenista              | França         |             |        |
| 23 de maio      | Theofanis Gekas             | futebolista          | Grécia         |             |        |
| 30 de maio      | Steven Gerrard              | futebolista          | Inglaterra     |             |        |
| 3 de junho      | Amauri Carvalho de Oliveira | futebolista          | Brasil         |             |        |
| 4 de junho      | Pontus Farnerud             | futebolista          | Suécia         |             |        |
| 10 de junho     | Matuzalém                   | futebolista          | Brasil         |             |        |
| 13 de junho     | Florent Malouda             | futebolista          | França         |             |        |
| 13 de junho     | Markus Winkelhock           | automobilista        | Alemanha       |             |        |
| 17 de junho     | Elisa Rigaudo               | atleta               | Itália         |             |        |
| 17 de junho     | Venus Williams              | tenista              | Estados Unidos |             |        |
| 20 de junho     | Milovan Mirosevic           | futebolista          | Chile          |             |        |
| 24 de junho     | Cicinho                     | futebolista          | Brasil         |             |        |
| 28 de junho     | Flávio Saretta              | tenista              | Brasil         |             |        |
| 6 de julho      | Pau Gasol                   | jogador de basquete  | Espanha        |             |        |
| 7 de julho      | Michelle Kwan               | patinadora artística | Estados Unidos |             |        |
| 8 de julho      | Robbie Keane                | futebolista          | Irlanda        |             |        |
| 16 de julho     | Svetlana Feofanova          | atleta               | Rússia         |             |        |
| 19 de julho     | Giorgio Mondini             | automobilista        | Suíça          |             |        |
| 25 de julho     | Toni Vilander               | automobilista        | Finlândia      |             |        |
| 29 de julho     | Fernando González           | tenista              | Chile          |             |        |
| 1 de agosto     | Takashi Kogure              | automobilista        | Japão          |             |        |
| 5 de agosto     | Salvador Cabañas            | futebolista          | Paraguai       |             |        |
| 5 de agosto     | Wayne Bridge                | futebolista          | Inglaterra     |             |        |
| 6 de agosto     | Weldon Andrade              | futebolista          | Brasil         |             |        |
| 6 de agosto     | Vitantonio Liuzzi           | automobilista        | Itália         |             |        |
| 10 de agosto    | Tristan Gale                | piloto de skeleton   | Estados Unidos |             |        |
| 18 de agosto    | Esteban Cambiasso           | futebolista          | Argentina      |             |        |
| 2 de setembro   | Hiroki Yoshimoto            | automobilista        | Japão          |             |        |
| 3 de setembro   | Lauro Batista               | futebolista          | Brasil         |             |        |
| 6 de setembro   | Joseph Yobo                 | futebolista          | Nigéria        |             |        |
| 7 de setembro   | Emre Belözoğlu              | futebolista          | Turquia        |             |        |
| 7 de setembro   | Gabriel Milito              | futebolista          | Argentina      |             |        |
| 10 de setembro  | Timothy Goebel              | patinador artístico  | Estados Unidos |             |        |
| 11 de setembro  | Antonio Pizzonia            | automobilista        | Brasil         |             |        |
| 16 de setembro  | Jadel Gregório              | atleta               | Brasil         |             |        |
| 20 de setembro  | Patrick Friesacher          | automobilista        | Áustria        |             |        |
| 21 de setembro  | Tomas Scheckter             | automobilista        | África do Sul  |             |        |
| 22 de setembro  | James Black                 | patinador artístico  | Reino Unido    |             |        |
| 25 de setembro  | Nikola Žigić                | futebolista          | Sérvia         |             |        |
| 29 de setembro  | Răzvan Florea               | nadador              | Roménia        |             |        |
| 30 de setembro  | Dante                       | jogador de volei     | Brasil         |             |        |
| 30 de setembro  | Martina Hingis              | tenista              | Suíça          |             |        |
| 30 de setembro  | Stefan Lindemann            | patinador artístico  | Alemanha       |             |        |
| 4 de outubro    | Mellisa Hollingsworth       | piloto de skeleton   | Canadá         |             |        |
| 4 de outubro    | Sarah Fisher                | automobilista        | Estados Unidos |             |        |
| 4 de outubro    | Tomas Rosicky               | futebolista          | Chéquia        |             |        |
| 5 de outubro    | James Toseland              | motociclista         | Inglaterra     |             |        |
| 12 de outubro   | Ledley King                 | futebolista          | Inglaterra     |             |        |
| 17 de outubro   | Ekaterina Gamova            | voleibolista         | Rússia         |             |        |
| 28 de outubro   | Alan Smith                  | futebolista          | Inglaterra     |             |        |
| 5 de novembro   | Christoph Metzelder         | futebolista          | Alemanha       |             |        |
| 5 de novembro   | Jaime Câmara Neto           | automobilista        | Brasil         |             |        |
| 7 de novembro   | Gervasio Deferr             | ginasta              | Espanha        |             |        |
| 8 de novembro   | Luís Fabiano                | futebolista          | Brasil         |             |        |
| 9 de novembro   | Dominique Maltais           | snowboarder          | Canadá         |             |        |
| 19 de novembro  | Rodrigo Tabata              | futebolista          | Brasil         |             |        |
| 19 de novembro  | Yipsi Moreno                | atleta               | Cuba           |             |        |
| 26 de novembro  | Albert Montañés             | tenista              | Espanha        |             |        |
| 5 de dezembro   | Fabrizio del Monte          | automobilista        | Itália         |             |        |
| 7 de dezembro   | John Terry                  | futebolista          | Inglaterra     |             |        |
| 13 de dezembro  | Patrik Antonius             | jogador de pôquer    | Finlândia      |             |        |
| 17 de dezembro  | Ryan Hunter-Reay            | automobilista        | Estados Unidos |             |        |
| 18 de dezembro  | Marian Dragulescu           | ginasta              | Roménia        |             |        |
| 19 de dezembro  | Fabian Bourzat              | patinador artístico  | França         |             |        |
| 20 de dezembro  | Martín Demichelis           | futebolista          | Argentina      |             |        |
| 20 de dezembro  | Ashley Cole                 | futebolista          | Inglaterra     |             |        |
| 24 de dezembro  | Stephen Appiah              | futebolista          | Gana           |             |        |
| 27 de dezembro  | Claudio Castagnoli          | pro wrestling        | Suíça          |             |        |
| 31 de dezembro  | Fumie Suguri                | patinadora           | Japão          |             |        |

## Mortes
| Data           | Nome              | Profissão            | Nacionalidade  | Observações | Ref    |
| -------------- | ----------------- | -------------------- | -------------- | ----------- | ------ |
| 1 de fevereiro | Gastone Nencini   | ciclista             | Itália         | n. 1930     |        |
| 31 de março    | Jesse Owens       | atleta               | Estados Unidos | n. 1913     | [ 33 ] |
| 1 de agosto    | Patrick Depailler | automobilista        | França         | n. 1944     | [ 34 ] |
| 21 de agosto   | Jennifer Nicks    | patinadora artística | Reino Unido    | n. 1932     |        |
| 4 de outubro   | László Szollás    | patinador artístico  | Hungria        | n. 1907     |        |
| 14 de dezembro | Elston Howard     | jogador de beisebol  | Estados Unidos | n. 1929     |        |